# Harry's Law
Harry's Law (no Brasil, A Lei de Harry) é um seriado de televisão estadunidense, do gênero comédia dramática de tribunal, criado por David E. Kelley. Em 14 de maio de 2010, a NBC anunciou que tinha comprado os direitos de transmissão da série, que estreou em 17 de janeiro de 2011. Em 12 de maio de 2011, a emissora encomendou uma segunda temporada do seriado, que irá estrear no dia 21 de setembro. Não foi renovado para a terceira temporada.

## Trama
A trama de Harry's Law gira em torno de Harriet Korn, uma advogada de patentes recentemente demitida de uma grande firma, e seu grupo de associados, que decidem formar uma peculiar firma numa loja de sapatos abandonada de Cincinnati.

## Elenco
| Personagem               | Intérprete           | Papel                              |
| ------------------------ | -------------------- | ---------------------------------- |
| Harriet "Harry" Korn     | Kathy Bates          | Advogada                           |
| Adam Branch              | Nate Corddry         | Advogado                           |
| Jenna Backstrom          | Brittany Snow        | Assistente de Harry (1a temporada) |
| Malcolm Davies           | Aml Ameen            | Técnico jurídico                   |
| Cassie Reynolds          | Karen Olivo          | Assistente de Harry (2a temporada) |
| Oliver Richard           | Mark Valley          | Advogado (2a temporada)            |
| Thomas "Tommy" Jefferson | Christopher McDonald | Procurador de justiça              |

## Recepção e audiência

### Críticas
O programa foi recebido por críticas mornas, sendo a maioria delas ruins. Segundo o agregador de críticas Metacritic, 48% das críticas ao seriado foram positivas.
Para Ginia Bellafante, do The New York Times, que avaliou bem o seriado, Harry's Law trata-se de uma "beatice despreocupada". Brian Lowry, da revista Variety, disse que "Kathy Bates é a pessoa indicada para proferir o diálogo ácido de David E. Kelley, e ele a envolve com personagens peculiares o bastante para fazer deste programa passado em Cincinnati, um companheiro espiritual de Boston Legal, uma diversão alegre". Robert Lloyd, crítico do Los Angeles Times, afirmou que, "apesar de todas as suas falhas, há algo de atraente e amável em Harry's Law". Ele sentiu, no entanto, a falta de "um pouco mais de coragem, um pouco menos de discursos e vereditos melhores".
David Wiegand, do San Francisco Chronicle, foi bem menos favorável ao programa, dizendo que "quando a balança [da justiça] está quebrada, como regularmente está em Harry's Law, isso mina sua credibilidade", acrescentando que "Bates é quase capaz de nos fazer esquecer alguns dos problemas do programa". Para Tim Goodman, do The Hollywood Reporter, o roteiro do programa é "barato, fácil, previsível e não muito inteligente". Segundo Robert Bianco, do USA Today, se trata de "um programa que parece muitos seriados horríveis em um só", ironizado que "é como se [Kelley] tivesse oferecido quatro idéias ruins à NBC e a emissora decidiu juntar todas". Para Matt Roush, do TV Guide, Kelley atingiu "o fundo do poço" com Harry's Law.

### Audiência
Apesar das críticas predominantemente negativas, Harry's Law vem registrando bons índices de audiência, tendo se tornado o seriado dramático mais assistido da NBC. O episódio de estréia foi visto por 11 milhões de pessoas, ficando em segundo lugar entre os adultos de 18 a 49 anos de idade e aumentando a audiência da NBC em 4,8 milhões de telespectadores em relação ao programa que havia sido exibido no horário anterior (The Cape).
| Temporada | Episódios | Horário (UTC−5)      | Exibição original      | Exibição original  | Posição no ranking | Telespectadores (em milhões) |
| Temporada | Episódios | Horário (UTC−5)      | Estréia da temporada   | Fim da temporada   | Posição no ranking | Telespectadores (em milhões) |
| --------- | --------- | -------------------- | ---------------------- | ------------------ | ------------------ | ---------------------------- |
| 1         | 12        | Segunda, 22:00 horas | 17 de janeiro de 2011  | 4 de abril de 2011 | N° 28              | 11,65                        |
| 2         | 22        | Quarta, 21:00 horas  | 21 de setembro de 2011 | 27 de maio de 2012 |                    |                              |

## Prêmios
Kathy Bates foi indicada ao Primetime Emmy de melhor atriz em seriado dramático em 2011 por sua performance em Harry's Law. Paul McCrane foi indicado ao prêmio de melhor ator coadjuvante em seriado de drama na mesma edição do prêmio.